# Александровський (Алейський район)
Алекса́ндровський (рос. Александровский) — селище у складі Алейського району Алтайського краю, Росія. Входить до складу Совхозної сільської ради.

## Населення
Населення — 405 осіб (2010; 537 у 2002).
Національний склад (станом на 2002 рік):
- росіяни — 78 %